# Styx: Fragmentos de oscuridad
Styx: Shards of Darkness es un videojuego de sigilo desarrollado por el desarrollador francés Cyanide y publicado por Focus Home Interactive . El juego se lanzó en todo el mundo el 14 de marzo de 2017 para Microsoft Windows, PlayStation 4 y Xbox One . Es la secuela del juego de 2014 Styx: Master of Shadows, y el tercer juego ambientado en el mundo ficticio de la serie Of Orcs and Men .

## Jugabilidad
Al igual que su predecesor, Styx puede clonarse a sí mismo y tender trampas a sus enemigos, además de volverse invisible temporalmente. El jugador tiene la opción de enfrentarse a los enemigos o evitarlos.  Se pueden utilizar cuerdas y ganchos de agarre para alcanzar zonas altas.  También hay un modo cooperativo multijugador, en el que el segundo jugador controla uno de los clones de Styx. 

## Trama

### Fondo
El juego tiene lugar varias décadas después de los acontecimientos de Master of Shadows . La mayoría de las comunidades del mundo sufren infestaciones de duendes. Los goblins en general son criaturas estúpidas y la mayoría de la gente los considera alimañas ("rakash"). Styx es un duende excepcional que tiene una inteligencia similar a la humana y puede hablar, y tampoco se preocupa mucho por sus compañeros duendes. Styx trabaja como ladrón y asesino a sueldo.

### Historia principal
Styx ejerce su oficio en la ciudad marginal de Thoben, un lugar plagado de duendes. Allí, un cazador de goblins llamado Helledryn lo contrata para robar un cetro mágico perteneciente a un embajador de los elfos oscuros, a cambio de ámbar como pago. Styx logra infiltrarse en la aeronave del embajador, pero antes de que pueda apoderarse del cetro, un elfo oscuro cambiaformas lo toma primero. Este ser fija un gran cristal al bastón y lo utiliza para paralizar a Styx. A continuación, adopta una forma humana y da la alarma, obligando a Styx a huir de la aeronave con las manos vacías.
Helledryn quería el cetro para poder entrar a la fortaleza montañosa de los elfos oscuros de Korrangar y espiar una cumbre diplomática. Ella le pide a Styx que la ayude a infiltrarse en la fortaleza, a lo que él accede por un considerable pago en ámbar. Styx también quiere vengarse del elfo cambiaformas e investigar su cetro.
Korrangar está gobernado por una sacerdotisa llamada Lyssril. Una práctica rutinaria de sus devotos es consumir dosis diarias de ámbar y ocasionalmente se sacrifican a un monstruo al que llaman Laxima. Styx escucha a unos elfos oscuros hablando sobre un paria llamado Djarak, que era el elfo que Styx encontró en Thoben.
Styx obtiene un disfraz de elfo oscuro para que Helledryn pueda infiltrarse en una cumbre diplomática. Durante la reunión, Styx descubre que Djarak se ha disfrazado como un diplomático humano. En la cumbre, Lyssril presenta un cristal mágico llamado "Cuarzo", que tiene la capacidad de paralizar a los goblins a distancia. Con estos cetros de cuarzo, los humanos y los enanos podrán erradicar las plagas de goblins de sus comunidades. Además, Lyssril propone pagar a los humanos y enanos por cada goblin vivo que entreguen a Korrangar, aunque se niega a revelar con qué propósito.
Cuando la reunión está a punto de terminar, Helledryn detecta a Djarak disfrazado e intenta atraerlo hacia una trampa. Sin embargo, Djarak descubre la estratagema e intenta asesinar a Lyssril, aunque fracasa en su intento.
Styx descubre que Laxima es una Reina Roabie. A cambio de los sacrificios, Laxima usa su poder sobrenatural para refinar el Cuarzo que los elfos oscuros han estado extrayendo de su montaña. Styx mata a la Reina Roabie, pero un guardia elfo oscuro lo descubre y Korrangar lanza una cacería humana en busca de un "duende parlante". Styx y Helledryn huyen a Thoben.
En Thoben, Styx ayuda a Helledryn a deshacerse de algunos colegas que la traicionaron. Cuando Styx regresa a su escondite, es capturado en una trampa por los elfos oscuros. Los elfos oscuros llevan a Styx de regreso a Korrangar y se preparan para sacrificarlo ritualmente, pero él escapa con la ayuda de Djarak.
Djarak le explica a Styx que el ámbar que Lyssril entrega a sus seguidores no solo es altamente adictivo, sino que también los conecta telepáticamente, erosionando su sentido de individualidad. Le recuerda a Styx cómo, en Akenash, los humanos sucumbieron a la adicción al ámbar del Árbol del Mundo (como se relata en Styx: Master of Shadows). Djarak está decidido a liberar a su pueblo de esta esclavitud destruyendo las reservas de ámbar de Lyssril.
Djarak le pide ayuda a Styx, advirtiéndole que nunca estará a salvo mientras Lyssril siga en el poder, ya que ella puede rastrear la ubicación de Styx debido al ámbar presente en su sangre. Esto, según explica, es la razón por la cual Lyssril pudo encontrar su escondite en Thoben. Debido a esta conexión, Styx no puede atacar a Lyssril directamente sin exponerse. Por ello, Djarak propone una estrategia indirecta: instigar una guerra entre los elfos oscuros y los enanos, asesinando al embajador enano e incriminando a Lyssril.
Siguiendo el plan, Styx se infiltra, asesina al embajador enano y planta una daga perteneciente a Lyssril en el cuerpo de la víctima, dejando suficiente evidencia para desatar las tensiones entre ambas facciones.
Styx encontró un diagrama en el embajador enano que describe una especie de máquina para fabricar ámbar que diseñaron para los elfos oscuros, y deciden que deben destruirla, por lo que regresan a Korrangar con explosivos. En Korrangar, los elfos oscuros están desorganizados porque Lyssril ha huido de la fortaleza. Styx descubre que la máquina de ámbar de los elfos extrae ámbar de los cuerpos de los goblins asesinados. Styx y Djarak destruyen el matadero y los depósitos de ámbar.
Una vez completada su misión, Styx y Djarak intentan huir de Korrangar, pero son bloqueados por un gólem gigante. El golem fue un regalo de los enanos a los elfos oscuros, lo que sugiere que los enanos siempre habían planeado atacar a los elfos oscuros y el golem es un caballo de Troya. Djarak aparentemente muere al caer los escombros, por lo que Styx se ve obligado a luchar solo contra el gólem. Después de derrotar al gólem, salta al barco de Helledryn cuando sale de Korrangar y encuentra a Djarak al timón. Styx está furioso porque Djarak lo abandonó y el juego termina con Styx apuntando su ballesta a Djarak.

## Desarrollo
El juego fue anunciado el 14 de octubre de 2015. El desarrollador Cyanide confirmó que tendrá un mayor presupuesto y que funcionará con un nuevo motor. En el momento de su anuncio, ya llevaba seis meses en desarrollo.  En el E3 2016 se mostró un nuevo tráiler. 

## Recepción
Styx: Shards of Darkness recibió críticas "mixtas o promedio", según el agregador de reseñas de videojuegos Metacritic .    Nic Rowen ' Destructoid le dio al juego una puntuación de 7/10 y dijo en un consenso: "Es sólido y definitivamente tiene audiencia. Puede haber algunos fallos difíciles de ignorar, pero la experiencia es divertida".  Leif Johnson de IGN le dio al juego una puntuación de 7.8/10 y dijo que " Styx: Shards of Darkness es una aventura de sigilo desafiante con tanto sarcasmo como sigilo".  Jon Morcom de PC Gamer le otorgó un 79/100 y afirmó que "Un personaje mezquino lidera un juego de gran corazón; es poco probable que te detengas en su historia, pero sus características se combinan bien para crear una experiencia de sigilo satisfactoria". 